# Даррен Байлер
Даррен Байлер — американський антрополог, експерт з уйгурського суспільства та китайських систем спостереження, доцент кафедри міжнародних досліджень Університету Саймона Фрейзера у Ванкувері, Британська Колумбія. Його навчання та дослідження розглядають позбавлення громадянства населення через форми сучасного капіталізму та колоніалізму в Китаї, Центральній Азії та Південно-Східній Азії. Автор книжки «У таборах високих технологій. Як живуть меншини у Китаї?», що вийшла українською у видавництві «Лабораторія» у 2022 році.

## Освіта і кар'єра
Байлер має ступінь бакалавра історії та журналістики в Кентському державному університеті, ступінь магістра зі східноазіатських досліджень у Колумбійському університеті та ступінь доктора філософії з соціокультурної антропології в Університеті Вашингтона.  До того як приєднатися до Університету Саймона Фрейзера, він проводив постдокторські дослідження в Університеті Колорадо. 
Байлер працював радником із викладачами та дослідниками Університету Британської Колумбії та Університету Саймона Фрейзера над створенням Проєкту документації Сіньцзяну, який документує геноцид уйгурів, який відбувається просто зараз Його дослідження було підтримано серією глобальних звітів Колумбійського університету та стипендією Фонду Люса та Американської ради вчених товариств.

## Звинувачення у Китаї
Байлер часто зазнавав нападок з боку китайських державних ЗМІ, які звинувачували його в тому, що він є агентом уряду Сполучених Штатів, що Байлер заперечував. The Global Times, газета Комуністичної партії Китаю (КПК), звинуватила Байлера в тому, що він «антикитайський діяч», який робить «сфабриковані» звинувачення щодо «геноциду та злочинів проти людства» в Сіньцзяні.

## Книги

### Книги перекладені українською
Даррен Байлер, «У таборах високих технологій. Як живуть меншини у Китаї?» / пер. з англ. Антоніна Ящук, — Київ: Лабораторія, 2022, — 160 с.